# 責任ある漁業
責任ある漁業（せきにんあるぎょぎょう）とは、1995年10月31日の第28回国連食糧農業機関 (FAO) 総会において採択された「責任ある漁業のための行動規範 (Code of Conduct for Responsible Fisheries)」（以下「行動規範」）に基づく漁業政策理念である。

## 「責任ある漁業」の意味
「責任ある漁業」の意味をあえて一口で言えば、環境や次世代の人類にも配慮した水産資源の持続的開発と利用を実現するための漁業である。持続可能な漁業とも（「フィッシュサステナビリティ」および「魚介類#サステイナブル・シーフード」も参照）。そして、それは他から強制されることなく、漁業に関わる全ての国々や人々が自ら責任を持って実現していくことが期待されている。
「責任ある漁業」に含まれている理念をより詳細かつ正確に知るためには、「行動規範」を紐解く必要がある。「行動規範」は、協定や条約と同じく条文の形をとるが、法的拘束力は持たない自主的な規範と位置付けられており、以下の全12条からなる。
- 第1条：規範の性質と範囲 (Nature and Scope of the Code)
- 第2条：規範の目的 (Objectives of the Code)
- 第3条：他の国際的な枠組みとの関係 (Relationship with Other International Instruments)
- 第4条：実施・モニタリング・更新 (Implementation, Monitoring and Updating)
- 第5条：発展途上国の特別な要求事項 (Special Requirements of Developing Countries)
- 第6条：一般原則 (General Principles)
- 第7条：漁業管理 (Fisheries Management)
- 第8条：漁業操業 (Fishing Operations)
- 第9条：養殖開発 (Aquaculture Development)
- 第10条：沿岸域管理への漁業の統合 (Integration of Fisheries into Coastal Area Management)
- 第11条：漁獲後の漁獲物の処理と貿易 (Post-harvest Practices and Trade)
- 第12条：水産研究 (Fisheries Research)

このうち、特に、中核となる第6条：一般原則は、「責任ある漁業」という理念を構成する基本的な原則を列挙しており、その意味を知る上で特に重要である。「一般原則」は以下の全19項からなる。
- 第1項：漁業の権利と資源保存の義務の両立
- 第2項：持続的開発の実現
- 第3項：過剰漁獲と過剰漁獲能力の抑制
- 第4項：最良の科学的情報及び伝統的な知見の重要性と調査研究の促進
- 第5項：予防的アプローチの適用
- 第6項：漁具の選択性の向上と混獲・廃棄魚の最少化
- 第7項：無駄のない、環境に配慮した漁獲物の取扱・加工・流通の実施
- 第8項：生息地の保護
- 第9項：沿岸域管理への漁業の統合
- 第10項：モニタリング・監視・取締の実施
- 第11項：旗国責任の履行
- 第12項：多国間アプローチの適用
- 第13項：決定過程の迅速性及び透明性の確保、並びに、関係者の参加促進
- 第14項：水産物貿易の適正化
- 第15項：紛争の協力的で迅速な解決
- 第16項：漁業者の啓蒙・研修・参加の確保
- 第17項：安全基準の充足
- 第18項：小規模伝統漁業への配慮
- 第19項：増養殖の重要性と環境にも配慮した開発促進

これらを満たす漁業が「責任ある漁業」と言えるが、これらはあくまで原則であり、個々の漁業の実態、その置かれている状況に応じて、漁業従事者や漁業管理者自らが「責任ある漁業」の実現を模索していく必要がある。

## 「責任ある漁業」の背景
「責任ある漁業」理念は、この15年ほどの間に漁業、環境及び貿易をめぐる国際情勢を背景にFAOを中心に形成されてきた。FAOの出版している「行動規範」には別添として同規範策定の背景とその経緯が記されており、これはそのまま「責任ある漁業」理念形成の背景と経緯とも読み換えられる。
1991年3月に開催された第19回FAO水産委員会（COFI)において、FAOに対し「責任ある漁業」理念とそれを実現するための「行動規範」の策定をすることが勧告された。その背景には、重要な漁業資源の過剰開発、生態系への悪影響、それらに伴う経済的損失や貿易問題などが漁業の長期的な持続性を脅かすのではないかという懸念があった。1992年5月メキシコがFAOとの協力の下にカンクンで開催した「責任ある漁業に関する国際会議（カンクン会議）」で採択された「カンクン宣言」は、環境と調和した持続的な漁業資源の利用、生態系や資源に悪影響を及ぼさない漁獲及び養殖の実施、衛生基準を満たす加工を通じた水産物の付加価値向上、消費者への良質の水産物を供給するための商業活動、の4点を包括する概念として「責任ある漁業」を提示した。さらに、同会議は、FAOに対し「責任ある漁業に関する国際行動規範」を策定するよう要請することも合意した。この会議の直後、同年6月に開催された「環境と開発に関する国連会議（UNCED）」においても「責任ある漁業」への取り組みとFAOの関与が確認された。さらに同年9月に開催されたFAO公海漁業技術会合では特に公海漁業に関する「行動規範」策定が勧告された。
これらの合意と勧告を受けて、FAOは、先ず、現在「行動規範」第6条とされている「一般原則」の策定から着手し、その後、その一般原則をベースとして他のより技術的な条項の策定も進めていった。そして、UNCEDを機に国連の場で協議が行われ1995年8月に合意された「国連公海漁業協定」の内容と公海上の漁業に関しては整合性を取りつつ、1995年10月に第28回FAO総会で「行動規範」が採択された。また、カンクン会議に端を発して、同時並行的に策定が進められていた「公海上の漁船による国際的な保存・管理措置の遵守を促進するための協定（フラッギング協定）」も1993年11月に第27回FAO総会で採択され、「行動規範」と不可分一体をなすものと位置付けられた。

## 「責任ある漁業」へ向けたFAO、各国・地域の取り組み
「責任ある漁業」の重要性は、1995年12月に京都でFAOの協力の下日本政府が開催した「食料安全保障のための漁業の持続的貢献に関する国際会議（京都会議）」を経て、1996年11月にローマでFAOにより開催された「世界食料サミット」においても確認された。その後、FAOは、「行動規範」の趣旨に従い、過剰漁獲能力の管理、海鳥の混獲削減及びサメ類の保存管理に関する国際行動計画を関係国とともに策定し、1999年2月の第23回FAO水産委員会で採択した。さらに、不法、無報告及び無規制（IUU）漁業を防止、阻止及び排除するための国際行動計画も同様に2001年3月の第24回水産委員会で採択した。また、「行動規範」の実施を促進するために、FAOは、「責任ある漁業のための技術指針」を策定している。現在以下の29の技術指針が策定されており、今後も同様の指針が策定されることが期待される。
- 1. 漁業操業 (Fishing Operations)
- 1-1. 漁船モニタリングシステム (Vessel monitoring systems)
- 1-2. 漁業における海鳥混獲削減 (Best practices to reduce incidental catch of seabirds in capture fisheries)
- 1-3. 漁業における海上安全性の向上 (Best practice to improve safety at sea in the fisheries sector)
- 2. 予防的アプローチの漁業及び新たな魚種の導入への適用 (Precautionary approach to capture fisheries and species introductions)
- 3. 漁業の沿岸域管理への統合 (Integration of fisheries into coastal area management)
- 4. 漁業管理 (Fisheries Management)
- 4-1. サメ類の保存・管理 (Conservation and management of sharks)
- 4-2. 漁業への生態系アプローチ (The ecosystem approach to fisheries)
- 4-2-1. 漁業への生態系アプローチのための生態系モデリング　(Best practices in ecosystem modelling for informing an ecosystem approach to fisheries)
- 4-2-2. 漁業への生態系アプローチの人的・社会的側面　(Human dimensions of the ecosystem approach to fisheries)
- 4-3.　漁獲能力管理　(Managing fishing capacity)
- 4-4.　海洋保護区と漁業　(Marine protected areas and fisheries)
- 5. 養殖開発 (Aquaculture Development)
- 5-1. 養殖餌料製造の適切な実施 (Good aquaculture feed manufacturing practice)
- 5-2. 水生動物の責任ある移動のための健康管理 (Health management for responsible movement of live aquatic animals)
- 5-3. 遺伝子資源管理 (Genetic resource management)
- 5-4. 養殖への生態系アプローチの適用 (Ecosystem approach to aquaculture)
- 5-5. 養殖への天然魚の餌料としての利用 (Use of wild fish as feed in aquaculture)
- 5-6. 養殖への天然種苗の利用 (Use of wild fishery resources for capture-based aquaculture)
- 6. 内水面漁業 (Inland Fisheries)
- 6-1.　漁業のための内水面の復興　(Rehabilitation of inland waters for fisheries)
- 7. 責任ある水産物利用 (Responsible Fish Utilization)
- 8. 海洋漁業の持続的開発に関する指標 (Indicators for Sustainable Development of Marine Capture Fisheries)
- 9. 不法、無報告及び無規制操業を防止、阻止及び排除するための国際行動計画の実施 (Implementation of the International Plan of Action to Prevent, Deter and Eliminate Illegal, Unreported and Unregulated Fishing)
- 10. 貧困緩和及び食料安全保障に対する小規模漁業による貢献の促進 (Increasing the Contribution of Small-scale Fisheries to Poverty Alleviation and Food Security)
- 11. 責任ある水産貿易 (Responsible Fish Trade)
- 12. 情報と知識の共有 (Information and Knowledge Sharing)
- 13. 遊漁 (Recreational Fisheries)

米国は、「行動規範」の実施のために、1997年「行動規範の実施計画」を、さらに、2012年にその改訂版を策定した。カナダも、1998年に「責任ある漁業操業のためのカナダ行動規範（コンセンサス・コード 1998）」を策定した。その他の国々も、「行動規範」そのものではなくても、それを実施するために作られた国際行動計画を実施するための国内行動計画を策定することにより、国内での実施促進に取り組んでいる。例えば、過剰漁獲能力の削減については米国が、海鳥の混獲削減のためには米国、日本、豪州、ニュージーランド等が、サメ類の保存管理については米国、日本、豪州、英国等が、IUU漁業対策では米国、韓国、EU、豪州、ニュージーランド、カナダ、チリ等が、国内行動計画を策定している。
東南アジア漁業開発センター（Southeast Asian Fisheries Development Center (SEAFDEC)）は、東南アジア地域において「行動規範」の地域化を進め、漁業操業、養殖、漁業管理、漁獲後の処理と貿易の4つの分野で地域ガイドラインを作成した。世界各地に作られている地域漁業管理機関（Regional Fisheries Management Organizations: RFMOs）においてもそれぞれの対象海域、対象魚種、対象漁業種類に関する「責任ある漁業」への取り組みを行っている。例えば、大西洋まぐろ類保存国際委員会（International Commission for the Conservation of Atlantic Tunas (ICCAT)）は大西洋のまぐろ類に関し、科学的根拠に基づく保存管理措置を決めるとともに、その一環として統計証明制度を導入しまぐろ類の原産国を明確化することにより違法に漁獲されたまぐろの国際的な取引を規制しようとする等、責任あるまぐろ漁業を実現するために国際的な取り組みを行っている。また、全米熱帯まぐろ類委員会（Inter-American Tropical Tuna Commission (IATTC) ）は、東部熱帯太平洋においてまぐろ類を対象とするまき網漁業によるイルカの混獲防止のための国際取り決めを作り、その大幅な削減に成功している。

## マルガリータ・リザラガ・メダル（Margarita Lizárraga Medal Award）
FAOは、1997年の第29回FAO総会の決定に基づき、2年に一度、「行動規範」の適用に目覚しい成果を挙げた個人または組織に対して、FAO理事会の推薦に基づき「マルガリータ・リザラガ・メダル（Margarita Lizárraga Medal Award）」を授与している。このメダルは、「行動規範」の策定と適用、及び、特に途上国における漁業振興に尽力したFAO上席漁業連絡調整官（Senior Fishery Liaison Officer）マルガリータ・サウセード・リザラガ博士（Dr. Margarita Saucedo Lizárraga）の貢献を称えて創設された。受賞者・組織の選考は、FAO水産養殖局長とFAO水産委員会議長などから構成される選考委員会によって、あらかじめ決められた基準に基づいて行われ、その結果が理事会に提案される。
1999年以降、これまで8回の授与が行われており、それぞれの受賞者・組織は以下の通りである。
1999年　National Fisheries Solidarity (NAFSO)
NAFSO は、スリランカの漁業関連非政府団体（NGO）であり、「行動規範」のシンハラ語訳と配布、漁村における会合の開催によるその理解の促進などの功績により受賞した。
2001年　Canada Responsible Fisheries Board and its Secretariat
「行動規範」に基づきカナダの国内行動規範を策定し、責任ある漁業管理に貢献するとともに政府と民間の漁業セクターとの新たな協力関係を築いた功績により受賞した。
2003年　International Collective in Support of Fishworkers (ICSF)
ICSFは、インドに本部を持つ漁業関係の国際NGOであり、ワークショップの開催や広報活動による「行動規範」の普及、特に途上国における人材育成などの功績により受賞した。
2005年　Agreement on the International Dolphin Conservation Program (AIDCP)
AIDCP は、全米熱帯まぐろ類委員会（Inter-American Tropical Tuna Commission (IATTC)）が事務局を勤める国際取り決めであり、特に予防的アプローチと漁具漁法の改良により、東部太平洋のマグロまき網漁業におけるイルカの混獲を大幅に削減した功績により受賞した。
2007年　Southeast Asian Fisheries Development Center (SEAFDEC)
SEAFDEC （東南アジア漁業開発センター）は、タイに本部を持つ地域国際機関であり、東南アジア地域において「行動規範」の地域化を進め、漁業操業、養殖、漁業管理、漁獲後の処理と貿易の4つの分野で地域ガイドラインを作成し、同地域での「行動規範」の適用に貢献した功績により受賞した。
2009年　Honourable Dr Abraham Iyambo, Minister for Fisheries and Marine Resources in Namibia
ナミビアの漁業海洋資源大臣であるイヤンボ博士は、「行動規範」の適用に関し、責任ある漁業の研究、政策、管理の面で、国家、地域及び国際的なリーダーシップを発揮した功績により受賞した。
2011年　Network of Aquaculture Centres in Asia-Pacific (NACA)
NACA （アジア・太平洋養殖センターネットワーク）は、タイに本部を持つ地域国際機関であり、アジア・太平洋地域において持続的な養殖開発を進め、同地域での「行動規範」の適用に貢献した功績により受賞した。
2013年　La Organización del Sector Pesquero y Acuícola del Istmo Centroamericano (OSPESCA)
OSPESCAは、エルサルバドルに本部を持つ地域漁業機関であり、特に小規模漁業・養殖業に対する支援や政策・指針などの策定により、中米地域の行動規範の適用に貢献した功績により受賞した。
2015年　The Stop Illegal Fishing (SIF) Working Group
SIF WGは、ボツワナに事務局をもつNEPADのPartnership for African Fisheries Programmeの一環として作られた組織であり、途上国では資金や人材の不足で取り組みの難しい違法、無報告、無規制（IUU）漁業対策に、情報交換や地域協力の促進により取り組み、比較的限られた資金や人材でも、強い政治的意思があれば多くのことが実行可能であることを示し、他の地域的取り組みのモデルとなった功績により受賞した。
2017年　The Commission for the Conservation of Antarctic Marine Living Resources (CCAMLR)
CCAMLR （南極の海洋生物資源の保存に関する委員会）は、オーストラリアに事務局を置く地域漁業管理機関であり、南極の海洋生物資源を保存（合理的利用も含む）するために必要な科学的研究を促進し、保存措置を決めている。CCAMLRは、条約水域における海洋生物資源の保存・管理措置を「行動規範」に沿って、特に、予防的かつ生態系に配慮した手法により実施し、環境保存と資源の合理的利用とのバランスを図っていることが評価され、他の地域漁業機関のモデルとなった功績により受賞した。
2019年　The research vessel "Dr Fridtjof Nansen" of the Norwegian Agency for Development Cooperation (Norad)
ノルウェー政府の開発援助機関である「the Norwegian Agency for Development Cooperation (Norad)」の調査船「フリチョフ・ナンセン博士」号は、４０年以上にわたり特にアフリカ地域の途上国の漁業調査と管理に携わり、生態系アプローチの適用等を通じて持続的な漁業管理の枠組み作りに貢献。その活動が、関係国の間の漁業調査・管理における協力と信頼関係を形成し、責任ある漁業を支援するために極めて重要な役割を果たしてきた功績により受賞した。

## 漁業に対する日本の姿勢
日本の水産庁により、環境保護団体による環境破壊の要因を漁業に求める傾向を反漁業キャンペーンとされ、また、反漁業キャンペーンによって漁業性悪論が展開されていることに対するいくつかの懸念がある。
2001年から02年にかけて、日本は「中西部太平洋マグロ類条約」の準備会合をボイコットしたが、これは水産業界を中心に日本に不利な規制が多数決で押し通される恐れがあるという慎重論に基づいたものであったが、結局2004年に日本抜きで発効され、翌年に日本が加盟した。この件に関して、食糧農業機関（FAO）水産局長の林司宣（早大教授）に「日本は世界中の海でマグロを取りまくっていながら、規制強化には後ろ向きだ、という悪いイメージをメディアや民間活動団体（NGO）に与えた」としている。
2005年10月にオーストラリア南部のジーロング市で「第1回国際海洋保護区会議」が行われた。これは公海や深海底などに保護区を設けて、漁業や資源開発を規制する構想が語られる場であったが。欧米や途上国など80ヶ国の関係者やNGOメンバー800人以上が参加したが、日本政府関係者は出席していなかった。この会議に個人的に参加した田中則夫（籠谷大教授）は海洋の自由を制約される事を日本政府は嫌がる傾向が強く、そういった会議の場に日本政府関係者が来る事は少ない。本来は会議に参加して新しい議論に敏感でなければならないと指摘している。